# Pantoporia hegelochus
Pantoporia hegelochus är en fjärilsart som beskrevs av Hans Fruhstorfer 1913. Pantoporia hegelochus ingår i släktet Pantoporia och familjen praktfjärilar. Inga underarter finns listade i Catalogue of Life.